# طبقة أرستقراطية

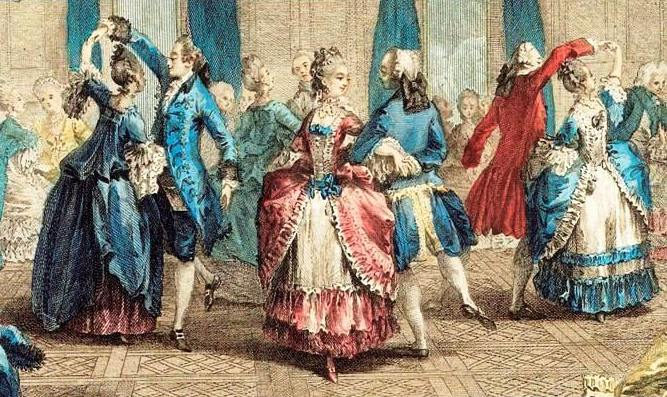

الطبقة الأرستقراطية تتكون عمومًا من أشخاص يعتبروا هم الطبقة الاجتماعية التي في قمة النظام الاجتماعي لذلك المجتمع. وفي الملكيات على وجه الخصوص، الطبقة الأرستقراطية هي طبقة من الناس (الأرستقراط) الذين إما يحملون ألقابًا موروثة منحتها لهم الملكية أو أنهم على صلة بهؤلاء الناس. في بعض المجتمعات، مثل اليونان القديمة وروما والهند - ربما يستمد الأفراد المكانة الأرستقراطية من الانتساب إلى الطبقة العسكرية. ويمكن أن تتضمن المكانة الأرستقراطية امتيازات إقطاعية أو قانونية. وغالبًا ما يكون هؤلاء الأفراد أقل من مكانة ملك الدولة أو البلد فقط في السلم الاجتماعي.
يشتق مصطلح أرستقراطية (aristocracy) من الكلمة اليونانية ἀριστοκρατία (aristokratia، ἄριστος (aristos) «ممتازة» وκράτος (kratos) «سلطة». وفي معظم الحالات، كانت الألقاب الأرستقراطية، وما زالت، موروثة، تنتقل في حالة الوفاة إلى فرد آخر من العائلة، ويكون عادةً الابن الأكبر أو الابنة الكبرى.

## أصول الفكرة
أطلق مصطلح «أرستقراطي» (ἀριστοκρατία) لأول مرة في أثينا على صغار المواطنين (رجال الطبقة الحاكمة) الذين قادوا الجيوش من الخطوط الأمامية. ونظرًا لأن البسالة العسكرية كانت تقدر كثيرًا باعتبارها فضيلة في اليونان القديمة، فقد كان يفترض أن من يقود الجيوش هم «صفوة» المجتمع. وانتقل المصطلح من اليونانيين القدماء إلى العصور الوسطى الأوروبية ليطلق على طبقة موروثة مماثلة من القادة العسكريين الذين يشار إليهم كثيرًا باسم «النبلاء». وكما حدث في اليونان، فقد كانت هذه طبقة من النساء والرجال المميزين الذين سمحت لهم علاقاتهم الأسرية بالجيوش الإقليمية بتقديم أنفسهم على أنهم «النبلاء» أو «الصفوة».

## أوروبا
تاريخيًا، كانت مكانة وامتيازات الطبقة الأرستقراطية في أوروبا أدنى من الأسرة الملكية وأعلى من سواهم.
وقد هاجمت الثورة الفرنسية الأرستقراطيين نظرًا لأنهم حصلوا على مكانتهم لمجرد ولادتهم في عائلات ثرية ولم يستحقوها عن جدارة، وهو ما كان يعتبر أمرًا غير عادل. في المملكة المتحدة وغيرها من الدول الأوروبية، مثل أسبانيا والدنمارك، حيث ما زال يعترف بـالألقاب الموروثة، ما زالت تشير كلمة أرستقراطي إلى سليل واحدة من حوالي 7000 عائلة تحمل ألقابًا موروثة، وبعضها ما زالت تملك ثروة ضخمة.

## المملكة المتحدة
في المملكة المتحدة، كان أعضاء أعلى مرتبة من مراتب الطبقة الأرستقراطية، النبلاء بالوراثة، حتى عام 1999 أعضاء في —المجلس الأعلى المختص بممارسة وبرلمان المملكة المتحدة. وفي عام 1999، لم يعد معظمهم أعضاء في المجلس. ومع ذلك، استطاع دوق نورفولك، الذي يتولى دائمًا منصب إيرل مارشال، ونبيل الوراثة الذي يتولى دائمًا منصب اللورد جريت تشامبرلين (حاليًا مركيز كولمونديلي)، و90 نبيلاً من النبلاء بالوراثة من النواب المنتخبين الاحتفاظ بعضويتهم في المجلس. منذ عام 1958، ظهر لقب «النبلاء مدى الحياة» بدون وراثة، وهم الأفراد الذين يصبحون أعضاءً بشكل تلقائي في مجلس اللوردات مدى الحياة مع الحق في أن يسموا بألقابهم. على سبيل المثال، أصبح جون غومر (المحترم) اللورد ديبن.
ومع ذلك، لا يعتبر النبلاء مدى الحياة جزءًا من الطبقة الأرستقراطية ولا الفرسان، إلا إذا كانوا مولودين في عائلة أرستقراطية أو طبقة الأعيان من ملاك الأراضي. (وتتضمن الأمثلة، جايمس دوجلاس هاميلتون، البارون سيلكريك من دوغلاس وسير وينستون تشرشل—جميعهم ولدوا في عائلات أرستقراطية). وإلى جانب نبلاء الوراثة، فإن طبقة الأعيان من ملاك الأراضي التي تتكون من البارونات والعائلات حاملة الدرع التي تمتلك الأراضي ولا تحمل ألقابًا تعتبر جزءًا من الطبقة الأرستقراطية. وعلى عكس الأوروبيين الذين لا يحملون لقب النبالة، فإن العائلات البريطانية التي لا تحمل ألقابًا وتنتمي لطبقة الأعيان غير معترف قانونيًا بمرتبتهم الأرستقراطية.

## الهند
في الهند القديمة، بدءًا من الفترة الفيدية، شكلت طبقة الكاشاتريا الطبقة الأرستقراطية العسكرية. وبالرغم من أن البراهمة-الكهنة ومفسري النصوص الدينية-ينتمون نظريًا للطبقة العليا، إلا أن السلطة والمكانة الاجتماعية كانت من نصيب طبقة الكاشاتريا الحاكمة.

### الألقاب الهندية الدخيلة
في ظل حكم الإمبراطورية المغولية، استمدت ألقاب الأشخاص من هم دون مكانة الملك من إيران. وكانت معظم العائلات الأميرية الهندية وجزء كبير من الجاكيردارين (jagirdars) والثيكاندارين (thikanadars) والتعلقداريين (talukdars) في شبه القارة تنتمي لطبقة الراجبوت الكاشاترية، كما كان الحال بالنسبة لحكام ديكان. وكثيرًا ما كان يعتقد أن هذه العائلات هي نبلاء السيف.
الزماردة
تقلدت العديد من العائلات المالكة للأراضي مناصب قانونية أو إدارية، وكانوا يعتبرون أحيانًا النسخة الهندية من نبلاء الثوب. وعين الأمراء موظفين، مثل ديوان وغيرهم من وزراء على مستوى الدولة، لإدارة ولاياتهم، وكانوا يعتبرون من طبقة النبلاء الإقليمية. وكان معظم هؤلاء الموظفين إما أقارب الأمراء الذين قاموا بتعيينهم أو كانوا أنفسهم ملاك أراضٍ أثرياء تحت سيادة الولايات الأميرية، وحمل معظمهم ألقابًا موروثة. في بعض الأحيان، كان يعيَّن الرجال المثقفون الذين ينتمون للخدمات الإمبراطورية البريطانية أيضًا في المناصب العليا في الولايات الأميرية، ولكن مراتبهم لم تكن موروثة وكان يتم التعامل معهم باعتبارهم بيروقراطيين وظيفيين وليسوا نبلاء من قِبل أصحاب العمل.
في الوقت الحالي، ما زالت تستخدم في الهند الألقاب الأرستقراطية، مثل شادها وبهاتاشاريا وجوسوامي وتشودري وسردار وزيلادار وجاكيردار وسينغ وراجبوت وثاكور وناير ومادامبي وفارما وفيرما.

## نيجيريا
استمدت الألقاب في الغالب من ولايات ما قبل الاستعمار التي وجدت في المنطقة التي ستعرف فيما بعد باسم نيجيريا، وتتراوح الألقاب المعترف بها قانونيًا لطبقة النبلاء النيجيرية من الملك إلى رؤساء القبائل الموجودين في كل مكان. مبدئيًا، لا تخول هذه الألقاب لحامليها أية سلطة سياسية، ولكنها تسمح لهم عمليًا بأن يكونوا رعاة أقوياء جدًا للقادة السياسيين للدولة، وذلك نظرًا لسيطرتهم على الرأي العام داخل القبائل المتعددة. وإلى جانب أقاربهم ورجال الحاشية الذين يحملون ألقابًا، فإنهم يؤكدون أيضًا على أنهم القوى التوجيهية وراء الاحتفالات الدينية والثقافية المتنوعة التي تشهدها البلاد على مدار السنة الميلادية.
ويستخدم رؤساء الأسر الحاكمة ألقابًا، مثل أوبا وأمانيانابوه وماي وأوبونج وسركي وأتاه وأوبي، بينما يستخدم لقب أمير وأميرة إما بصيغتهما الإنجليزية أو بصيغتهما المحلية من قِبل الجنود الذين يتولون حراسة منازلهم. وفي غضون ذلك، يطلق على وزرائهم إما رؤساء القبائل أو الشيوخ، بناءً على ما يطلق على ملوكهم أنفسهم، حيث يعمل رؤساء القبائل تحت إمرة الحاكم الذي يسمى الملك ويعمل الشيوخ تحت إمرة رئيس القبيلة.